# Paulina de Waldeck e Pyrmont
Paulina Ema Augusta Hermínia em Waldeck e Pyrmont (em alemão:  Pauline Emma Auguste Hermine zu Waldeck und Pyrmont ; Arolsen, 19 de outubro de 1855 — Castelo de Wittgenstein, 3 de julho de 1925) foi uma princesa de Waldeck e Pyrmont por nascimento e princesa consorte de Bentheim e Steinfurt pelo seu casamento com Alexis, 4.° Príncipe de Bentheim e Steinfurt.

## Família
Paulina foi segunda filha e criança nascida de Jorge Vítor, Príncipe de Waldeck e Pyrmont e de sua primeira esposa, a princesa Helena de Nassau. Seus avós paternos eram Jorge II, Príncipe de Waldeck e Pyrmont e a princesa Ema de Anhalt-Bernburg-Schaumburg-Hoym. Seus avós maternos eram Guilherme, Duque de Nassau e a princesa Paulina de Württemberg.
Ela teve seis irmãos, entre eles: Sofia Nicolina, morta aos quinze anos de idade; Maria, esposa de Guilherme II de Württemberg; Ema, rainha dos Países Baixos como esposa de Guilherme III dos Países Baixos; Helena,esposa de Leopoldo, Duque de Albany, filho da rainha Vitória do Reino Unido; Frederico, Príncipe de Waldeck e Pyrmont, marido da princesa Batilde de Schaumburg-Lippe, e Isabel, esposa de Alexandre de Erbach-Schönberg. 
Também teve um meio-irmão pelo segundo casamento de seu pai com Luísa de Schleswig-Holstein-Sonderburg-Glücksburg, Wolrad, que morreu lutando na Primeira Guerra Mundial.

## Biografia
Aos 25 anos de idade, a princesa Paulina casou-se com Alexis, então príncipe hereditário de Bentheim e Steinfurt, de 35 anos, em 7 de maio de 1881, na cidade de Arolsen, no Principado de Waldeck e Pyrmont. Ele era filho do príncipe Luís Guilherme de Bentheim e Steinfurt e da condessa Berta de Hesse-Philippsthal-Barchfeld.
O casal teve oito filhos, cinco meninos e três meninas. O príncipe Alexis morreu no dia 21 de janeiro de 1919, aos 73 anos.
A princesa viúva faleceu no dia 3 de julho de 1925, aos 69 anos de idade. Ela foi enterrada no Cemitério da Família, em Burgsteinfurt.

## Descendência
- Eberwyn de Bentheim e Steinfurt (10 de abril de 1882 – 31 de julho de 1949), foi casado três vezes. Teve uma única filha com a primeira esposa, Pauline Langenfeld, chamada de Ellen Ingeborg Langenfeld. Em seguida casou-se com Ellen Bischoff-Korthaus, e por último com Anne-Louise Husse;
- Vítor Adolfo, 5.° Príncipe de Bentheim e Steinfurt (18 de julho de 1883 – 4 de junho de 1961), sucessor do pai. Foi casado duas vezes: com a primeira esposa, Estefânia de Schaumburgo-Lippe, teve dois filhos, e com a segunda, Rosa Helena de Solms-Hohensolms-Lich, teve seis filhos;
- Carlos Jorge de Bentheim e Steinfurt (10 de dezembro de 1884 – 14 de fevereiro de 1951), foi marido da princesa Margarida de Schönaich-Carolath, com quem teve quatro filhos;
- Isabel de Bentheim e Steinfurt (12 de julho de 1886 – 8 de maio de 1959), não se casou e nem teve filhos;
- Vitória de Bentheim e Steinfurt (18 de agosto de 1887 – 30 de janeiro de 1961), não se casou e nem teve filhos;
- Ema de Bentheim e Steinfurt (19 de fevereiro de 1889 – 25 de abril de 1905), não se casou e nem teve filhos;
- Alexis Rainier de Bentheim e Steinfurt (16 de dezembro de 1891 – 30 de junho de 1923), não se casou e nem teve filhos;
- Frederico de Bentheim e Steinfurt (27 de maio de 1894 – 17 de maio de 1981), não se casou e nem teve filhos.

## Títulos e estilos
- 19 de outubro de 1855 – 7 de maio de 1881: Sua Alteza Sereníssima Princesa Paulina de Waldeck e Pyrmont
- 7 de maio de 1881 – 28 de setembro de 1890: Sua Alteza Sereníssima A Princesa Hereditária de Bentheim and Steinfurt, Princesa de Waldeck e Pyrmont
- 28 de setembro de 1890 – 21 de janeiro de 1919: Sua Alteza Sereníssima A Princesa de Bentheim and Steinfurt, Princesa de Waldeck e Pyrmont
- 21 de janeiro de 1919 – 3 de julho de 1925: Sua Alteza Sereníssima A Princesa Viúva de Bentheim and Steinfurt, Princesa de Waldeck e Pyrmont